# Милан Т. Милановић
 Милан Т. Милановић (Међуреч, Јагодина, 10. 6. 1924 – Ниш, 30. 5. 2005) био је доктор наука, професор Медицинског факултета, Универзитета у Нишу, Гинеколог, Познати специјалиста за гинекологију и акушерство, вишегодишњи директор Гинеколошко-акушерске клинике у Нишу, декан Медицинског факултета у Нишу у два мандата (1973-1975, 1975-1977). Осведочени руководилац, омиљени наставник и цењени колега исказао се у многим делатностима и активностима. Бавећи се, осим редовне лекарске праксе, научно истраживачким радом, објавио је око 200 радова у часописима у земљи и иностранству. Носилац је бројних научно истраживачких програма На факултету. Учесник је НОБ-а и резервни официр.
Професор Милан Т. Милановић много је допринео да се прошири и развије савремена делатност гинеколошко-акушерске службе, да се уведу нови облици дијагностике, ране детекције и превенције обољења. Изградњом новог спрата Клинике, проширењем амбулантно-дијагностичког блока, набавком многих дијагностичких апарата, као и увођењем нових лабораторијских тестова умногоме је проширио обим превенције , ране дијагностике, откривање етиологије, патогенезе и развио терапију гинеколошко-акушерских обољења и малигних поремећаја.

## Биографија
Рођен је 10.06.1924. године у срцу Шумадије у селу Међуреч код Јагодине (Светозарева). После завршене гимназије одлази у НОБ где остаје до демобилизације 1946. године када се уписује на Медицински факултет Универзитета у Београду. Дипломирао је 1952. а затим је специјализацију из Гинекологије и акушерства завршио у Нишу 1958. године. Декрет о распореду лекара одвео га је у Прокупље. Стручност и животне амбиције убрзо су га одвеле на место асистента на предмету Гинекологија и акушерство Медицинског факултета у Нишу. Хабитовао за звање универзитетског наставника 1965. са темом : „Акушерска патологија за подручије среза Прокупље – сагледана кроз оперативно завршавање порођаја царским резом у временском периоду од 1958-1964“.
Део знања из гинекологије и акушерства стиче у Бриселу где је добрим делом припремио и докторску дисертацију под називом: – „Хуман плацентни лактоген (ХПЛ) као индикатор плацентне функције и његово радиоимунолошко одређивање у серуму трудних жена, са посебним освртом на патолошке трудноће“, коју је успешно одбранио 1987. године и стекао титулу доктора медицинских наука. 
Несебично је обучавао младе лекаре и омогућио им да одбране магистарске и докторске дисертације.
Са више од 200 радова објављених у земљи и иностранству, професор Милановић је био мотор истраживачке делатности на ГАК-у.
Као декан и директор Клинике помогао је многима да се усаврше, напредују, да на путовањима стичу нова знања.

## Живот и рад у Прокупљу
Прво парче хлеба зарађивао је у Топлици, јер га је Декрет о распореду лекара одвео у Прокупље. Од 1960. у Прокупљу био је председник управног одбора болнице. Од 1964. године био је и шеф Гинеколошког одељења Опште болнице у Прокупљу. 
Организацију здравствене службе почео је да пече још у Прокупљу.
Радећи на терену био је у могућности да се упозна са проблемима патологије становништва нишког региона, посебно упознаје проблеме превентиве.

## Живот и рад у Нишу
Животно опредељење, тачније љубав према деци и мајкама, почело је специјализацијом гинекологије 1958. на Медицинском факултету, Универзитета у Нишу
Као студент био је демонстратор, а љубав према васпитању млађих генерација настављена је у Нишу. Рад и време учинили су своје. Скоро 40 генерација помно је слушало његова излагања. Многи од њих су постали врсни лекари. Поред предавања био је ментор многим магистрантима и докторандима. Као омиљени наставник био је цењен од својих колега и других стручних кругова. Осим редовне лекарске праксе показивао је интересовање за друге делатности и активности.
Његов рад красила је упорност. Трудио се да на клиници међуљудске односе решава на дубоко хуман начин са пуно разумевања и стрпљења.
У својству председника регионалне и члана републичке стручне комисије за заштиту мајке и детета, активно је учествовао и давао допринос изради дугорочних програма. У склопу тих планова било је и проширење Гинеколошке клинике. Објекат је завршен и на тај начин је простор гинеколошке болнице решен на дужи временски период.
Увек у жижи друштвено-политичке активности стекао је друштвену афирмацију. Био је председник Управног одбора клиничке болнице и председник савета, председник савета и извршног одбора Медицинског факултета Универзитета у Нишу, члан конференције СК нишког Универзитета. Био је декан Медицинског факултета у Нишу у два сазива (1973-1975, 1975-1977) као и директор Гинеколошко-акушерске клинике више од десет година. Уз то је био и врло активан у Српском лекарском друштву, организујући и учествујући у многим стручним састанцима.
За његово име везано је увођење многих савремених метода дијагностике и лечења. Последњих година бавио се се проблемима гинеколошке ендокринологије из које области је објавио бројне запажене радове. Оперативно решавање проблема је, углавном, везивао за малигна обољења.
Био је члан редакционог одбора Зборника радова Гинеколошко-акушерских дана у Нишу и члан редакционог одбора Зборника радова Гинеколошко-акушерске недеље у Београду.